# In Step
Albums de Stevie Ray Vaughan
Live Alive
(1986) The Sky is Crying
(1991)
In Step est le quatrième album studio de Stevie Ray Vaughan et de son groupe Double Trouble. Il est sorti en 1989 sous le label Epic. C'est un album de Texas Blues.

## Histoire
L'album est dédié à la mémoire de John Hammond, célèbre producteur de musique et lui-même musicien, premier producteur du groupe.
Stevie Ray Vaughan a enregistré cet album après sa sortie de cure de désintoxication au centre de Marietta, en Géorgie, dans lequel il était entré fin 1986. Il atteignit la 33e place du Billboard et devint double disque de platine. De plus, Stevie Ray Vaughan remporta, grâce à cet album, son deuxième Grammy Award du meilleur album de blues contemporain.

## Pistes
Toutes les chansons sont écrites et composées par Stevie Ray Vaughan, sauf mention contraire.
| No  | Titre                | Auteur                                                                 | Durée |
| --- | -------------------- | ---------------------------------------------------------------------- | ----- |
| 1.  | The House is Rockin' | Doyle Bramhall, Vaughan                                                | 2:24  |
| 2.  | Crossfire            | Bill Carter, Ruth Ellsworth, Chris Layton, Tommy Shannon, Reese Wynans | 4:10  |
| 3.  | Tightrope            | Bramhall, Vaughan                                                      | 4:40  |
| 4.  | Let Me Love You Baby | Willie Dixon                                                           | 2:43  |
| 5.  | Leave My Girl Alone  | Buddy Guy                                                              | 4:15  |
| 6.  | Travis Walk          |                                                                        | 2:19  |
| 7.  | Wall of Denial       | Bramhall, Vaughan                                                      | 5:36  |
| 8.  | Scratch-N-Sniff      | Bramhall, Vaughan                                                      | 2:43  |
| 9.  | Love Me Darlin'      | Howlin' Wolf                                                           | 3:21  |
| 10. | Riviera Paradise     |                                                                        | 9:00  |

| 11. | SRV Speaks                  |                                 | 1:33  |
| 12. | The House is Rockin' (Live) | Bramhall, Vaughan               | 2:48  |
| 13. | Let Me Love You Baby (Live) | Dixon                           | 3:46  |
| 14. | Texas Flood (Live)          | Larry C. Davis, Joseph W. Scott | 7:28  |
| 15. | Life Without You (Live)     |                                 | 13:17 |

Ces quatre dernières chansons ont été enregistrées lors du concert de Stevie Ray Vaughan and Double Trouble à Denver, au Colorado, le 29 novembre 1989.

## Crédits
- Stevie Ray Vaughan - Guitare électrique, Chant
- Chris Layton - Batterie, Percussions
- Tommy Shannon - Basse
- Reese Wynans - Claviers
- Joe Sublett - Saxophone
- Darrell Leonard - Trompette
- Jim Gaines - Producteur
- Alan Messer - Photographie